# Nouveau Parti démocratique du Québec (2014)
Ne doit pas être confondu avec Nouveau Parti démocratique du Québec.
Le Nouveau Parti démocratique du Québec (NPDQ) est un parti politique provincial au Québec fondé en 2017. Son chef est Raphaël Fortin, élu en janvier 2018.
Le parti porte le même nom que le Nouveau Parti démocratique du Québec, qui a existé de 1963 à 1995 au Québec.

## Histoire

### Tentatives de relances
Après le succès du Nouveau Parti démocratique fédéral au Québec lors des élections fédérales de 2011, certains envisagent de relancer sur la scène provinciale un Nouveau Parti démocratique du Québec qui soit à gauche, mais pas souverainiste. En mai 2011, Michelyne Chénard-St-Laurent, ancienne militante du Parti réformiste, enregistre le « Nouveau Parti démocratique du Québec » auprès du Directeur général des élections du Québec. En juin 2012, le nom est récupéré par les néo-démocrates fédéraux par l'entremise de Chantal Vallerand, directrice générale du NPD du Canada. En mai 2013, le parti fédéral a laissé tomber l'idée, mais le projet a été repris par Pierre Ducasse, ex-lieutenant québécois de Jack Layton. Même si Ducasse dirige le projet de façon autonome, il a cependant le soutien tacite du NPD fédéral.

### Fondation du parti
Le Directeur général des élections du Québec a officiellement reconnu le parti le 30 janvier 2014. Cette démarche fut entreprise sans lien avec le NPD fédéral, le militant néo-démocrate de longue date Pierre Ducasse assumant alors le rôle de chef intérimaire.
Depuis, le nouveau parti s'organise. Il a participé à son premier scrutin en présentant un candidat, l'ancien député fédéral Denis Blanchette, lors de l'élection partielle dans la circonscription de Louis-Hébert, récoltant 1,3 % du vote. Il s'est également choisi un chef à la fin de 2017, dans l'optique de briguer les suffrages lors des élections de 2018.
La course à la chefferie a opposé Raymond Côté, ex-député fédéral de Beauport—Limoilou de 2011 à 2015, à Raphaël Fortin, candidat défait dans Pierre-Boucher—Les Patriotes—Verchères en 2015 et dans Verchères—Les Patriotes en 2008. Le vote a eu lieu le 21 janvier 2018. Raphaël Fortin est élu chef du parti,.

Le Nouveau Parti démocratique du Québec a été fondé sans liens avec le NPD du Canada.

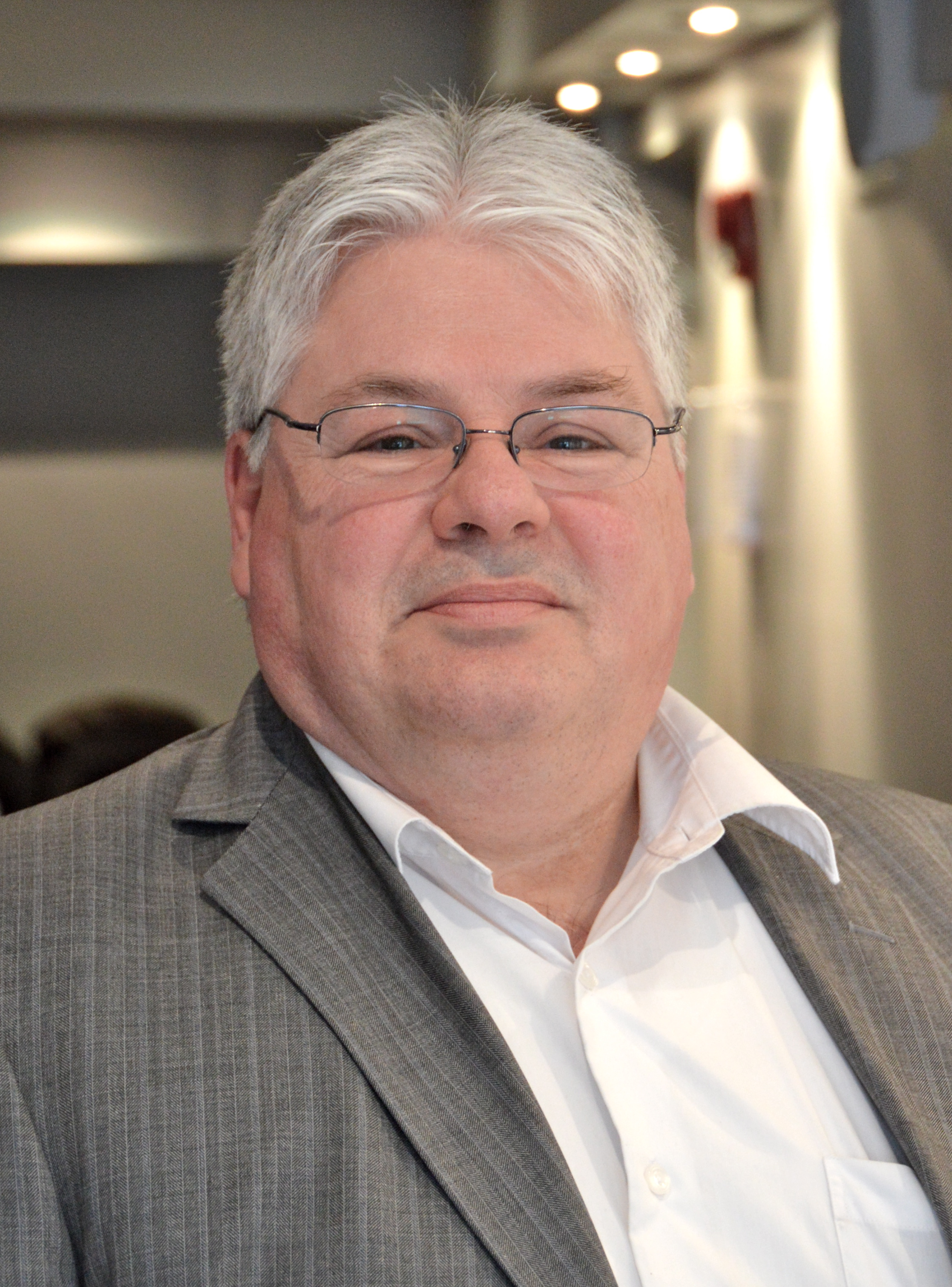
Denis Blanchette a été candidat pour le parti en 2017.

## Résultats électoraux
|          |          |
| 59 / 125 | (47,2 %) |
|          |          |

|         |       |
| 0 / 125 | (0 %) |
|         |       |

|        |  |
| 0,57 % |  |
|        |  |

## 2018
Le parti a présenté un premier candidat lors de l'élection partielle du 2 octobre 2017 dans la circonscription de Louis-Hébert en la personne de Denis Blanchette, ancien député fédéral de cette circonscription, celui-ci termine 7e avec 1,35 % des voix.

## Chefs
| Chef                     | Mandat      |
| ------------------------ | ----------- |
| Pierre Ducasse (intérim) | 2016 - 2018 |
| Raphaël Fortin           | 2018 - ...  |

### Liens et documents externes
- Site officiel
- Nouveau Parti démocratique du Québec Directeur général des élections du Québec — Présentation du parti
- Assemblée nationale du Québec
- Nouveau Parti démocratique du Québec (2014) Historique — Radio-Canada
- Bibliothèque de l'Assemblée nationale du Québec. Programmes et slogans politiques au Québec : Nouveau parti démocratique du Québec